# Яратовский сельсовет
Яратовский сельсовет — муниципальное образование в Баймакском районе Башкортостана России.

## История
Образован в 1980 году в ходе разделения 1-го Иткуловского сельсовета.
Указ Президиума Верховного Совета Башкирской АССР от 05.11.1980 года № 6-2/357 «Об образовании Яратовского сельсовета в составе Баймакского района» гласит:

Президиум Верховного Совета Башкирской АССР постановляет:
Образовать Яратовский сельсовет в составе Баймакского района с центром в селе Яратово.
Включить в состав Яратовского сельсовета населённые пункты Гумерово, Яратово, Ярмухаметово, исключив их из I-го Иткуловского сельсовета.
Председатель

Президиума Верховного Совета

Башкирской АССР 

Ф.СУЛТАНОВ 

Уфа, 5 ноября 1980 года 

N 6-2/357— http://www.pravoteka.ru/docs/respublika_bashkortostan/43915.html
Согласно Закону о границах, статусе и административных центрах муниципальных образований в Республике Башкортостан имеет статус сельского поселения.

## Население
| 2002  | 2009  | 2010  | 2012  | 2013  | 2014  | 2015  |
| ----- | ----- | ----- | ----- | ----- | ----- | ----- |
| 1148  | ↗1190 | ↘1065 | ↗1073 | ↗1081 | ↘1074 | ↗1081 |
| 2016  | 2017  |       |       |       |       |       |
| ↘1076 | ↘1056 |       |       |       |       |       |

## Состав сельского поселения
| № | Населённый пункт | Тип населённого пункта       | Население |
| - | ---------------- | ---------------------------- | --------- |
| 1 | Яратово          | село, административный центр | ↘516      |
| 2 | Гумерово         | деревня                      | ↗367      |
| 3 | Ярмухаметово     | деревня                      | ↘182      |